# Флаг Онежского района
Флаг муниципального образования «Оне́жский муниципальный район» Архангельской области Российской Федерации — опознавательно-правовой знак, служащий официальным символом муниципального образования.
Флаг утверждён 18 февраля 2010 года и внесён в Государственный геральдический регистр Российской Федерации с присвоением регистрационного номера 5998.

## Описание
«Прямоугольное полотнище с отношением ширины к длине 2:3, состоящее из пяти горизонтальных полос, разделённых волнистыми линиями: зелёной, белой, голубой, белой и голубой (габаритная ширина крайних полос: верхней — 1/5, нижней — 2/3 ширины полотнища; ширина каждой узкой полосы — 1/20 ширины полотнища».

## Символика
Флаг разработан на основе герба Онежского муниципального района.
Изображённая на флаге Онежского муниципального района сёмга указывает на то, что промысел сёмги занимал важное место в экономике района, и подчёркивает непрерывную связь многих поколений онежан.
Волнистые белые пояса и голубое полотнище символизируют важность водных ресурсов — реки Онеги и Белого моря в жизни района.
Зелёный цвет — символ природы, здоровья, молодости, жизненного роста аллегорически показывает лесные массивы, расположенные на территории района и ставшие основой лесной и деревообрабатывающей отраслей промышленности.
Белый цвет (серебро) — символ чистоты, совершенства, мира и взаимопонимания.
Голубой цвет (лазурь) — символ чести, благородства, духовности; бескрайнего неба и водных просторов.